# Ignatij (Golinčenko)
Ignatij (světským jménem: Fedor Vladimirovič Golinčenko; * 21. června 1989, Krylovskaja) je ruský duchovní Ruské pravoslavné církve a biskup jenisejský a lesosibirský.

## Život
Narodil se 21. června 1989 ve stanici Krylovskaja Krasnodarského kraje.
V letech 1996–2006 navštěvoval střední školu č. 1 ve stanici Kaněvskaja a poté nastoupil na Jekatěrinodarský duchovní seminář. Do roku 2008 sloužil jako hypodiakon arcibiskupa majkopského a adygejského Panteleimona (Kutovoje).
Roku 2008 nastoupil na Sretěnský duchovní seminář a roku 2011 začal studovat na Moskevském otevřeném institutu.
Dne 22. března 2011 se oženil s Xenií Vladimirovnou.
Dne 23. října 2011 jej metropolita krasnojarský a ačinský Panteleimon (Kutovoj) rukopoložil na diákona a 10. listopadu na jereje.
Dne 4. ledna 2012 se stal stálým klerikem chrámu svatého archanděla Michaela v Krasnojarsku a následující rok započal magisterské studium na Sretěnském duchovním semináři.
Dne 14. února 2013 byl jmenován představeným a předsedou farní rady katedrálního chrámu Narození přesvaté Bohorodice v Krasnojarsku. Dne 6. února 2014 se stal představeným chrámu svatého archanděla Michaela.
Od roku 2013 působil také jako zástupce vojenského kněze Jenisejského kozáckého vojska.
Dne 14. října 2016 byl ustanoven ključarem (zástupce představeného) chrámu Pokrova přesvaté Bohorodice v Krasnojarsku.
Dne 22. prosince 2017 byl metropolitou Panteleimonem postřižen na monacha s mnišským jménem Ignatij na počest svatého Ignatije Kavkazského.
Dne 25. prosince 2017 došlo k jeho rozvodu.
Od roku 2018 byl členem eparchiální rady krasnojarské eparchie.
Dne 9. července 2019 jej Svatý synod zvolil biskupem jenisejským a lesosibirským. Dne 14. července stejného roku byl povýšen na archimandritu..
Dne 17. července 2019 byl oficiálně jmenován biskupem a 1. září 2019 proběhla ve Velkém chrámu Donského monastýru v Moskvě jeho biskupská chirotonie. Světiteli byli patriarcha moskevský Kirill, metropolita tverský a kašinský Savva (Michejev), metropolita krasnojarský a ačinský Panteleimon (Kutovoj), arcibiskup kaširský Feognost (Guzikov), biskup archangelský a cholmogorský Kornilij (Sinjajev), biskup minusinský a kuraginský Nikanor (Anfilatov), biskup norilský a turuchanský Agafangel (Dajněko), biskup surožský Matfej (Andrejev), biskup pavlovo-posadský Foma (Mosolov), biskup bronnický Foma (Demčuk) a biskup solněčnogorský Alexij (Polikarpov).